# Canarium lyi
Canarium lyi là một loài thực vật có hoa trong họ Burseraceae. Loài này được C.D.Dai & Yakovlev mô tả khoa học đầu tiên năm 1985.